# Buchenhalle

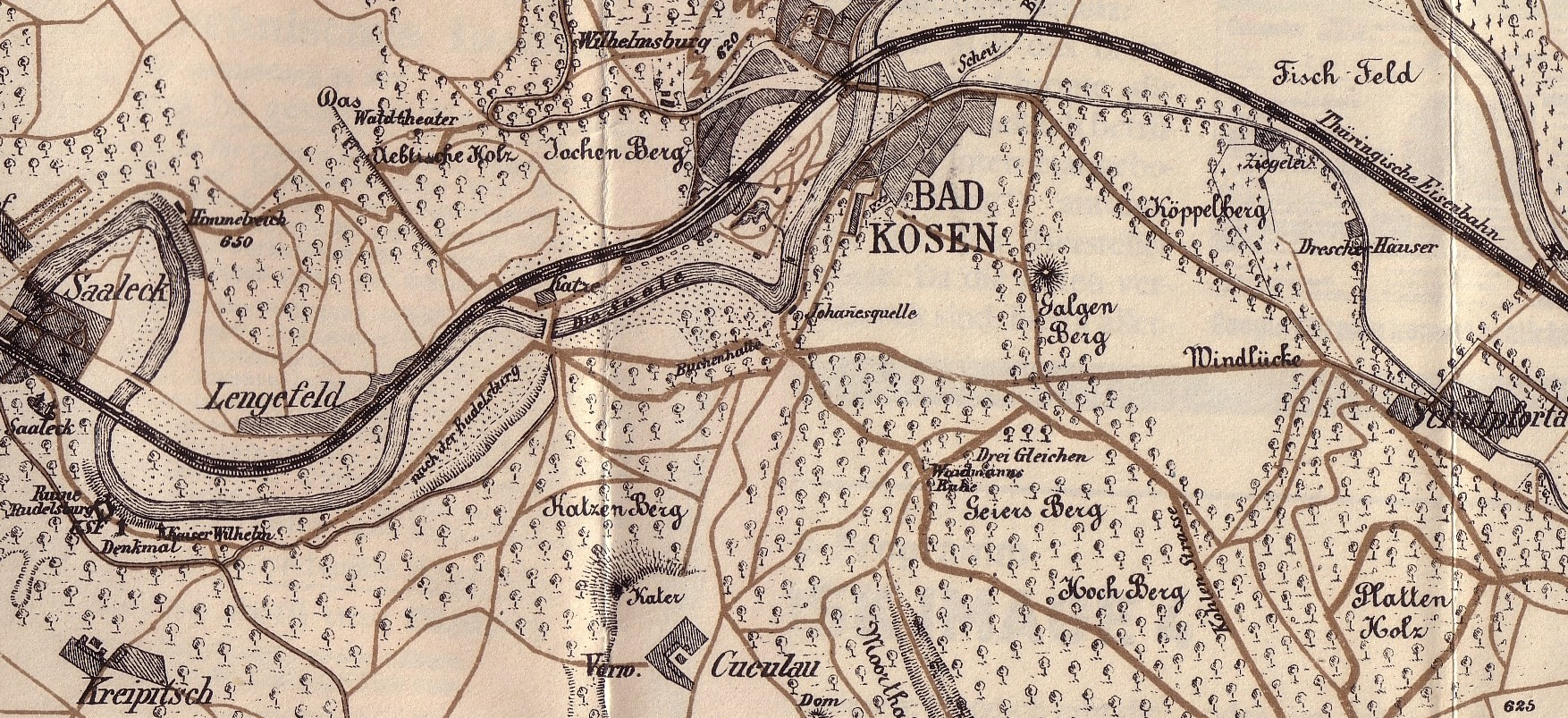
Lageplan mit der Buchenhalle südwestlich von Kösen

Die Buchenhalle bei Bad Kösen war eine Freifläche im Buchenhochwald links des Weges von Bad Kösen zur Rudelsburg, die im Zuge der Freiluft-Bewegung der zweiten Hälfte des 19. Jahrhunderts für das aufstrebende Solbad an der Saale eine besondere Bedeutung erlangte.

## Begriff
Das Deutsche Wörterbuch der Brüder Grimm verweist hinsichtlich des ersten schriftlichen Nachweises der Buchenhalle als Begriff auf den Philosophen und Schriftsteller Friedrich Heinrich Jacobi und den Zweiten Teil seines Woldemar. Woldemar schreibt dort in einem seiner romantischen Briefe vom Lande an Biederthal:

„Ich gieng, und wandelte auf und ab in meinen Alleen von Oranienbäumen unter den Linden, und in der langen Buchenhalle ganz durchglinzert vom Mond.“

In der zweiten Hälfte des 18. Jahrhunderts, etwa nach Ende des Siebenjährigen Krieges, entdeckte das aufgeklärte bildungsbeflissene Bürgertum die Funktion des Erholungswaldes für seine romantischen Naturinteressen neben der gegebenen Nutzwaldfunktion. Der Begriff der Buchenhalle wurde dann in der ersten Hälfte des 19. Jahrhunderts von den Romantikern, so von Joseph von Eichendorff in seinem Gedicht Durch Feld und Buchenhallen aus dem Jahr 1836 aufgenommen. Der Komponist Justus Wilhelm Lyra vertonte das Gedicht Eichendorffs 1843 zu einem bekannten Studentenlied und trug so weiter zur Durchsetzung des Begriffs bei.
Auf diese Weise angeregt entstanden vielerorts in Deutschland besondere Waldflächen in Ortsnähe, die in der Konzeption auf die damaligen Freizeitbedürfnisse der Bevölkerung ausgerichtet wurden.

## Nutzung der Kösener Buchenhalle
Erste schriftliche Erwähnung findet die Kösener Buchenhalle im Revolutionsjahr 1848 als Versammlungsort. Die Privilegirten Jenaischen Wochenblätter berichten über eine Versammlung konstitutioneller Vereine mit 5000 Teilnehmern, der Volksversammlung in Kösen am 9. Juli 1848 unter der Tagungsleitung des Portenser Professors Karl August Koberstein.
Die Buchenhalle war also bereits ein beliebter Versammlungs- und Ausflugsort auch für die Kurgäste und für die Schüler der nahegelegenen Landesschule Pforta. Für das Jahr 1849 berichtete der damals 13-jährige Alfred Boretius in einem Brief an seinen Vater von einem Schulausflug zur Buchenhalle, wo man sich bei Kuchen, Gesang und Getränken „nach Herzenslust amüsirt[e]“: bei Heimweg „mit Sang und Klang“ waren denn auch „die meisten etwas angetrunken“. Die Fläche wurde für Freiluftgottesdienste und weltliche Feiern und Feste gleichermaßen genutzt. Friedrich Nietzsche beschrieb 15-jährig 1859 in einem Brief und in seinen Aufzeichnungen einen Gottesdienst des Gustav-Adolf-Vereins in der Buchenhalle, den er als Schüler und Chorsänger von Schulpforta miterlebte:

„So ungefähr um drei kamen wir in die Buchenhalle. Es ist dies ein wunderschöner
Platz im Walde, nach Art eines Amphitheaters mit Bänken versehen. Der Chor und die andre Musik nahmen den höchsten Platz ein. Unten war ein Altar und eine Kanzel errichtet und mit Blumen sehr feierlich verziert. Zuerst wurde ‚Ach bleib mit deiner Gnade‘ gesungen, dann las Prof. Buddensieg die Liturgie; wir aber sangen noch einige Motetten; darauf bestieg Diakonus Link aus Ekartberga die Kanzel und hielt eine schöne geistvolle Predigt. Dann schloß die Feierlichkeit mit mehreren Gesangstücken. – Es war ungemein belebt. Fast alle Badegäste waren da.“

## Die Kösener Buchenhalle als Kunstmotiv

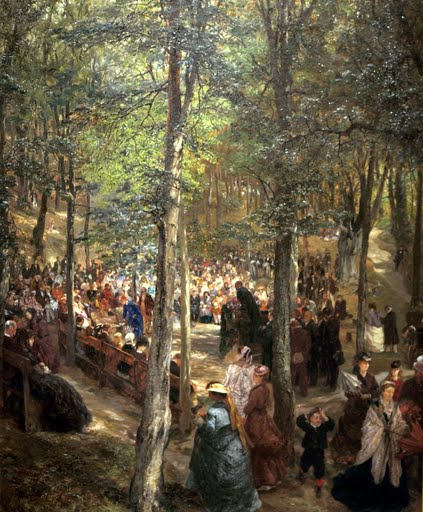
Adolph Menzel (1868)

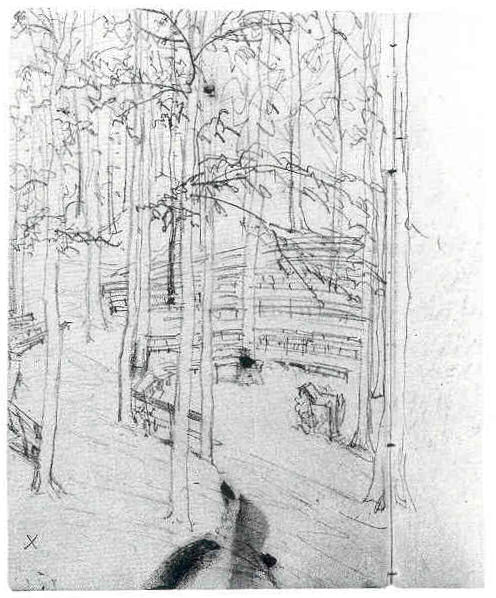
Adolph Menzel: Die Buchenhalle bei Kösen, Zeichnung 1864

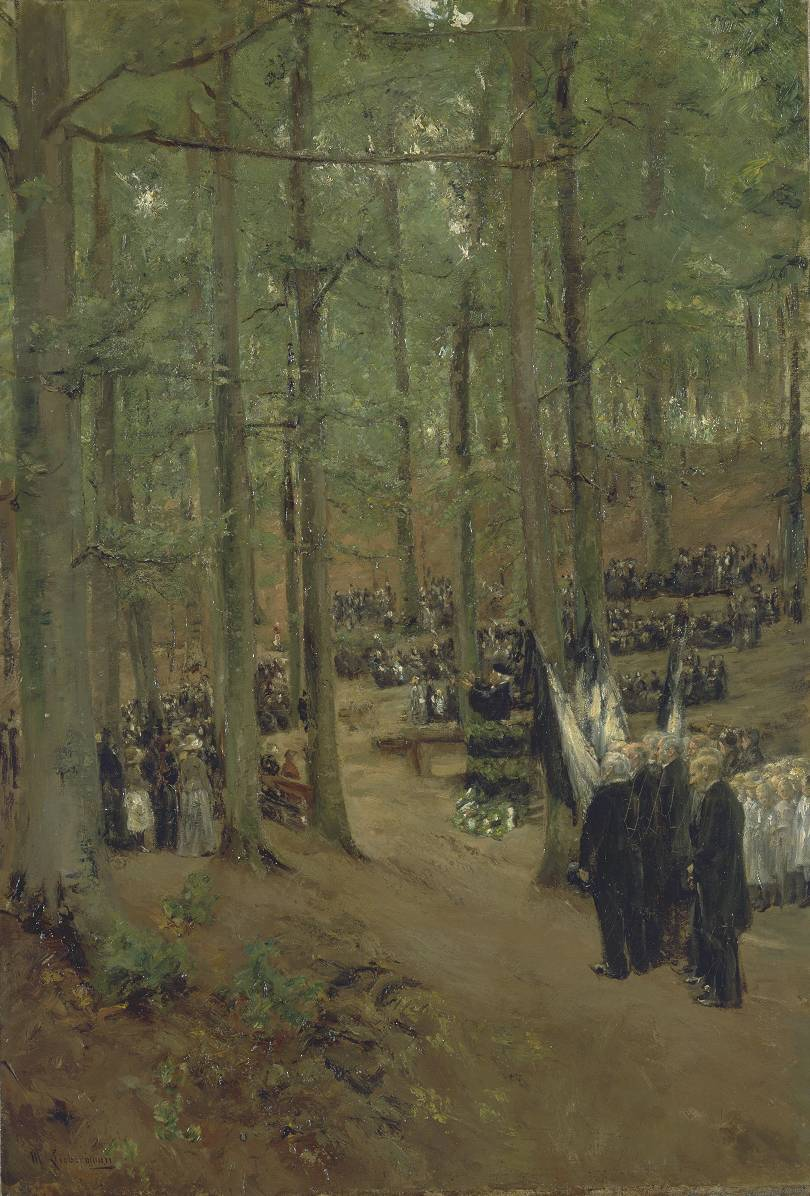
Max Liebermann (1888)

Kösen zog als aufstrebendes Solbad an der Thüringer Bahn zahlreiche Prominente an. Der Gasthof Mutiger Ritter entwickelte sich mit den steigenden Ansprüchen der Gäste zu einem Kurhotel und erreichte in der Zeit etwa Ende des 19. Jahrhunderts bis zum Ersten Weltkrieg eine Komfortstufe, die auch den verwöhnteren Großstädtern zusagte. Zu diesen Kurgästen gehörten auch anerkannte Künstler. So besuchten sowohl Adolph Menzel als auch Max Liebermann den Mutigen Ritter in Kösen und malten beide, wenn auch mit dem entsprechenden zeitlichen Abstand, die nahegelegene Buchenhalle.

### Adolph Menzel (1868)
Für die Kurgäste wurde auch eine Kirchengemeinde eingerichtet, die indes bis 1894 lediglich einen provisorischen Kirchenbau zur Verfügung hatte und Waldgottesdienste abhielt. Adolph Menzel malte bei seinem Aufenthalt 1868 den Missionsgottesdienst in der Buchenhalle bei Kösen. Das Bild entspricht der Schilderung, die Nietzsche schon fast zehn Jahre zuvor vom Ablauf eines Gottesdienstes in der Buchenhalle gab. Menzel verarbeitete in dem Bild als Künstler die Impulse, die er im Jahr zuvor beim Besuch der Weltausstellung in Paris von seinen französischen Malerfreunden empfangen hatte. Als Ausgangspunkt für das Gemälde diente Menzel eine seiner in Kösen entstandenen Zeichnungen: eine Bleistiftzeichnung von 1864, die die Buchenhalle zwar aus derselben Perspektive, aber ohne Personen zeigt.
Das Gemälde der Buchenhalle hängt nach dem Ankauf von Bruno Cassirer seit 1926 im Szépművészeti Múzeum in Budapest. Es schließt deutlich an den während der Weltausstellung 1867 entstandenen Nachmittag im Tuileriengarten an, der sich heute in der Galerie Neue Meister in Dresden befindet.

### Max Liebermann (1888)
Max Liebermann hatte erstmals 1874 den Sommer in Barbizon in der Nähe des Waldes von Fontainebleau verbracht und Impulse der Schule von Barbizon aufgenommen. Inspiriert von der Buchenhalle Adolph Menzels malte er 20 Jahre später im Dreikaiserjahr 1888 nach zahlreichen eigenen Vorstudien und unter dem frischen Eindruck des Todes von Kaiser Friedrich III. eine fiktive Gedächtnisfeier für Kaiser Friedrich III. in Bad Kösen. Während Menzels Darstellung die Menschen in Bewegung, vom Gottesdienst abgelenkt und im Aufbruch zeigt, verleiht die Komposition Liebermanns der Szene durch eine leere Zone im Vordergrund und die gleichmäßigen Vertikalen von Bäumen und Figuren den Ausdruck von Konzentration und Ruhe.
Die erste Version des Gemäldes hängt seit 1997 als Leihgabe der Tate Gallery in der National Gallery in London. Eine zweite Version des Liebermannschen Gemäldes befand sich wie das Gemälde Menzels im Szépművészeti Múzeum in Budapest und wurde dort allerdings 1945 zerstört.

## Weitere Nutzung
Die von Menzel und Liebermann dokumentierte Nutzung der Buchenhalle für Freiluft-Gottesdienste erübrigte sich mit Fertigstellung der neugotischen Lutherkirche im Jahr 1894. Außerdem wurde in einem kleinen Waldstück nur wenige Schritte von der Lutherkirche entfernt ein – allerdings deutlich kleinerer – Freiluftkirchplatz eingerichtet. Die Buchenhalle wurde aber noch weiter für Feiern und Feste von den Bürgern Bad Kösens genutzt und für das Jahr 1932 ist noch ein Freiluftgottesdienst des Gustav-Adolf-Werks zur Feier seines 100.sten Jubiläums belegt. Nach dem Zweiten Weltkrieg wurde die Buchenhalle nicht mehr genutzt, wucherte zu und geriet allmählich in Vergessenheit.